# خشمة الظفيري (العراق)
خشمة الظفيري هو أعلى تلول محافظة النجف، ارتفاعه 16 متراً فوق الأرض المجاورة، و426، أو 427 متراً فوق سطح البحر، في ناحية الشبكة بقضاء النجف بمحافظة النجف، بالبادية العراقية جنوب غرب العراق.

## وصلات خارجية
- موقع الظفيري Az Zafiri في خارطة قضاء السلمان التي نشرتها حكومة الولايات المتحدة سنة 1999